# Griesbach (Bas-Rhin)
Pour les articles homonymes, voir Griesbach.
Griesbach [gʁisbax] est un écart de la commune de Gundershoffen, commune française située dans la circonscription administrative du Bas-Rhin et, depuis le 1er janvier 2021, dans le territoire de la Collectivité européenne d'Alsace, en région Grand Est.dans le département du Bas-Rhin. 
Jusqu'en 1972, Griesbach était une commune indépendante. 
Depuis le 1er janvier 1973, Griesbach a le statut de commune associée.

## Géographie

### Localisation
Écart situé à 3,5 km du centre de Gundershoffen.
Gundershoffen, avec ses deux hameaux et ses communes associées, se situe dans le bassin de la Zinsel du Nord, dans le secteur des collines qui s'appuient sur le massif des Vosges du Nord.

### Géologie et relief
La commune de Gunsershoffen se compose de 228,86 hectares de territoires artificialisés (13,06 %), 1 130,90 hectares de territoires agricoles (64,55 %) et 392,24 hectares de forêts et milieux semi-naturels (22,39 %).
Avant la fusion la superficie de Griesbach était de 306,00 hectares.
Espaces naturels :
- Cinq zones naturelles d'intérêt écologique, faunistique et floristique (Znieff) :

Paysage de collines avec vergers du Pays de Hanau,
Massif forestier de Haguenau et ensembles de landes et prairies en lisière,
Vallée de la Zinsel du Nord à Gumbrechtshoffen,
Prés-vergers à Gundershoffen,
Prés-vergers à Mertzwiller.

### Hydrographie et les eaux souterraines
Hydrogéologie et climatologie : Système d’information pour la gestion des eaux souterraines du bassin Rhin-Meuse :
Territoire communal : Occupation du sol (Corinne Land Cover); Cours d'eau (BD Carthage),
Géologie : Carte géologique; Coupes géologiques et techniques,
 Hydrogéologie : Masses d'eau souterraine; BD Lisa; Cartes piézométriques.
- Nappe phréatique rhénane : le réseau hydrographique alsacien[10].
- le Falkensteinerbach,
- la Zinsel du Nord.

### Climat
Climat classé Cfb dans la classification de Köppen et Geiger.

## Urbanisme
Plan local d'urbanisme intercommunal du Pays de Niederbronn-les-Bains, approuvé le 21/09/2020,.
Schéma de cohérence territoriale de l'Alsace du Nord.

### Voies de communications et transports
La communauté de communes est devenue Autorité organisatrice de la mobilité (AOM).

#### Voies routières
- Départementale 27 Griesbach > Haguenau[14],
- Départementale 1062 Griesbach > Mertzwiller.

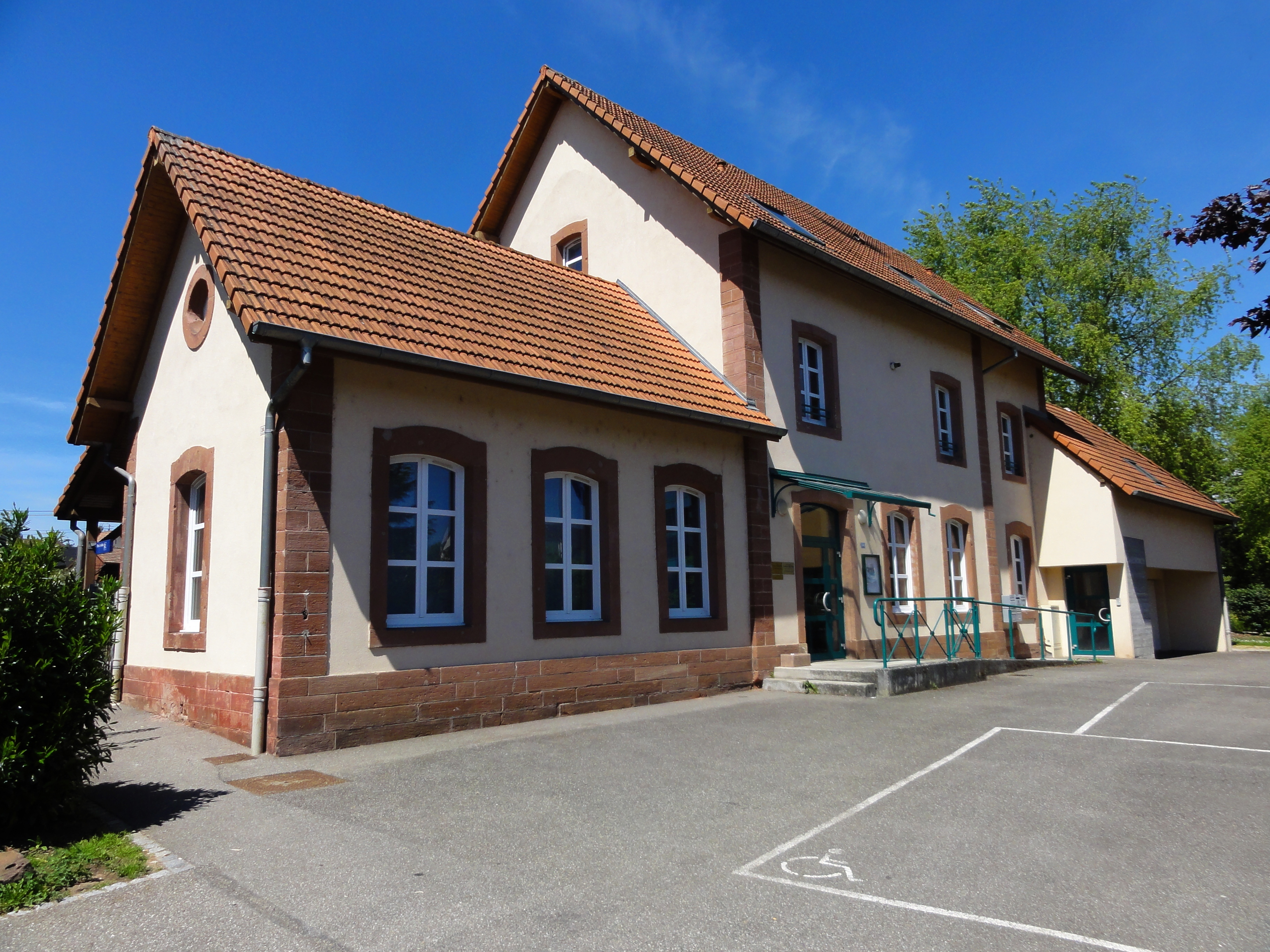
Ancien bâtiment de la gare de Gundershoffen.

#### Transports en commun
- Fluo Grand Est - Transports en Alsace

Trains express régionaux (TER),
Gare de Mertzwiller,
Gare de Gundershoffen,
Gare de Haguenau.

#### Transports à la demande
- Le service de Transport Intercommunal du Pays de Niederbronn-les-Bains (TI'GO)[15].

#### Transports aériens
- L'aéroport de Karlsruhe-Baden-Baden est à 50 km[16].
- L'aéroport de Strasbourg-Entzheim est à 58 km[17].

#### Ports
- Port autonome de Strasbourg à 55 km[18].

### Sismicité
Commune située dans une zone de sismicité modérée.

## Histoire
Griesbach est partagé, jusqu'au XVIe siècle, entre les Hanau-Lichtenberg, puis les Hesse-Darmstadt et la seigneurie de Niederbronn et leurs successeurs, les Ochsenstein et les Bitche-Deux-Pont.
La Réforme est introduite à Griesbach en 1564. 
Le 1er juillet 1955 un corps de sapeurs-pompiers est créé. L'arrêté du 14 avril 1956 confirme cette création avec un effectif de 15 hommes et, le 25 août 2000, une association des jeunes sapeurs-pompiers est créée.
Griesbach était une commune indépendante depuis 1930, jusqu'en 1972. Griesbach [gʁisbax] est désormais un écart de la commune de Gundershoffen. 
Le 1er septembre 1973, la commune de Griesbach a en effet été rattachée, avec Eberbach-Wœrth, à celle de Gundershoffen sous le régime de la fusion-association.

## Politique et administration

### Intercommunalité
Commune membre de la Communauté de communes du Pays de Niederbronn-les-Bains.
| Période                                  | Période   | Identité           | Étiquette | Qualité                      |
| ---------------------------------------- | --------- | ------------------ | --------- | ---------------------------- |
| janvier 1973                             | juin 1995 | Jean Jaeger        |           |                              |
| juin 1995                                | mars 2008 | Guy Hemonet        |           |                              |
| mars 2008                                | En cours  | Daniel Muckensturm |           |                              |
| Les données manquantes sont à compléter. |           |                    |           |                              |
| mai 2020                                 | en cours  | Sylvia Leininger   | DVD-LR    | maire déléguée de Griesbach, |

### Budget et fiscalité 2023 de la commune de Gundershoffen

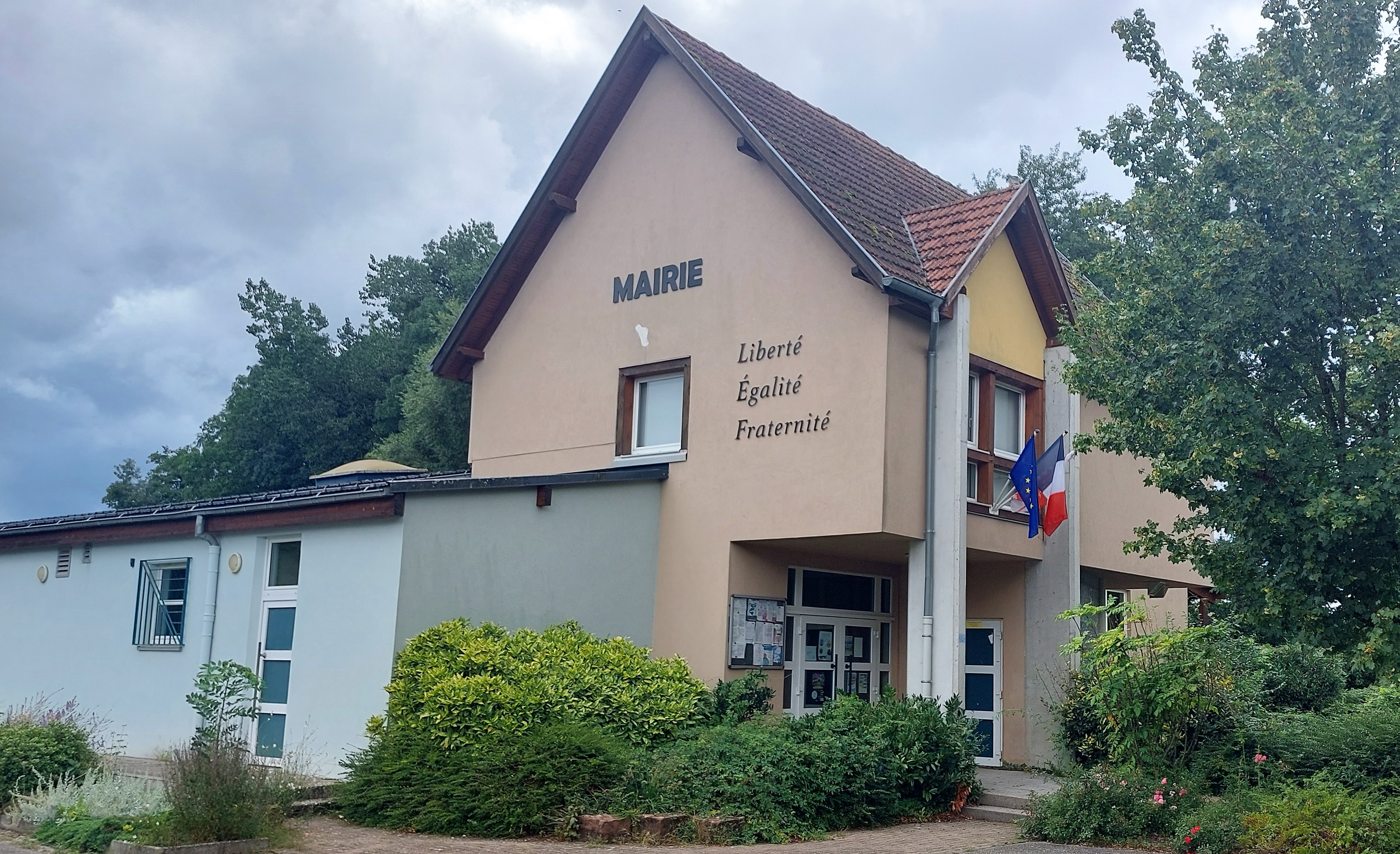
Mairie de Griesbach (Gundershoffen).

En 2023, le budget de la commune était constitué ainsi, pour 
3 821 habitants :
- total des produits de fonctionnement : 2 901 000 €, soit 759 € par habitant ;
- total des charges de fonctionnement : 2 791 000 €, soit 730 € par habitant ;
- total des ressources d'investissement : 28 500 000 €, soit 746 € par habitant ;
- total des emplois d'investissement : 2 265 000 €, soit 593 € par habitant ;
- endettement : 5 152 000 €, soit 1 348 € par habitant.

Avec les taux de fiscalité suivants :
- taxe d'habitation : 12,21 % ;
- taxe foncière sur les propriétés bâties : 27,81 % ;
- taxe foncière sur les propriétés non bâties : 68,30 % ;
- taxe additionnelle à la taxe foncière sur les propriétés non bâties : 0,00 % ;
- cotisation foncière des entreprises : 0,00 %.

Chiffres clés Revenus et pauvreté des ménages en 2021 : médiane en 2021 du revenu disponible, par unité de consommation : 24 180 €.

## Équipements et services publics

### Enseignement
Établissements d'enseignements :
- Écoles maternelles[27],
- Écoles primaires,
- Collèges à Reichshoffen, Mertzwiller, Wœrth,
- Lycées à Walbourg, Haguenau.

### Santé - sécurité
Professionnels et établissements de santé :
- Médecins généralistes, pédiatre, orthophoniste, psychologue, chirurgiens-dentistes, ostéopathe, kinésithérapeutes, cabinet d'infirmières,
- Pharmacies,
- Hôpitaux : Hôpital civil de Haguenau, Hôpital du Neuenberg à Ingwiller[29],
- Hôpitaux universitaires de Strasbourg,
- Clinique vétérinaire.

Le 1er juillet 1955 un corps de sapeurs-pompier est créé. Suite à la fusion avec Gundershoffen il devient à partir du 17 juillet 1974 une section de Gundershoffen.

## Population et société

### Démographie

#### Évolution démographique
| 1793 | 1800 | 1806 | 1821 | 1831 | 1836 | 1841 | 1846 | 1851 |
| ---- | ---- | ---- | ---- | ---- | ---- | ---- | ---- | ---- |
| 364  | 411  | 431  | 454  | 537  | 562  | 527  | 524  | 498  |

| 1856 | 1861 | 1866 | 1872 | 1876 | 1881 | 1886 | 1891 | 1896 |
| ---- | ---- | ---- | ---- | ---- | ---- | ---- | ---- | ---- |
| 440  | 453  | 510  | 540  | 515  | 516  | 495  | 481  | 480  |

| 1901 | 1906 | 1911 | 1921 | 1926 | 1931 | 1936 | 1946 | 1954 |
| ---- | ---- | ---- | ---- | ---- | ---- | ---- | ---- | ---- |
| 498  | 462  | 486  | 464  | 460  | 446  | 439  | 402  | 388  |

| 1962 | 1968 | 1969 | 1970 | 1971 | 1972 | 1973 | 1974 | 1975 |
| ---- | ---- | ---- | ---- | ---- | ---- | ---- | ---- | ---- |
| 381  | 375  | -    | -    | -    | -    | -    | -    | -    |

| 1976 | 1977 | 1978 | 1979 | 1980 | 1981 | 1982 | 1983 | 1984 |
| ---- | ---- | ---- | ---- | ---- | ---- | ---- | ---- | ---- |
| -    | -    | -    | -    | -    | -    | 446  | -    | -    |

| 1985 | 1986 | 1987 | 1988 | 1989 | 1990 | 1995 | 2000 | 2001 |
| ---- | ---- | ---- | ---- | ---- | ---- | ---- | ---- | ---- |
| -    | -    | -    | -    | -    | -    | -    | -    | -    |

| 2002 | 2003 | 2004 | 2005 | 2010 | 2015 | 2020 | 2024 | 2025 |
| ---- | ---- | ---- | ---- | ---- | ---- | ---- | ---- | ---- |
| -    | 483  | -    | -    | -    | -    | -    | -    | -    |

Voir : Démographie Gundershoffen,,.
(Le 1er septembre 1973, la commune de Griesbach est rattachée à celle de Gundershoffen sous le régime de la fusion-association).

### Cultes
- Culte catholique, Communauté de paroisses Zinsel du Nord[34], Diocèse de Strasbourg.
- Paroisse protestante de Gundershoffen (Griesbach)[35].
- Confession Israélite : Anciennes synagogues proches[36].

### Animations, activités diverses

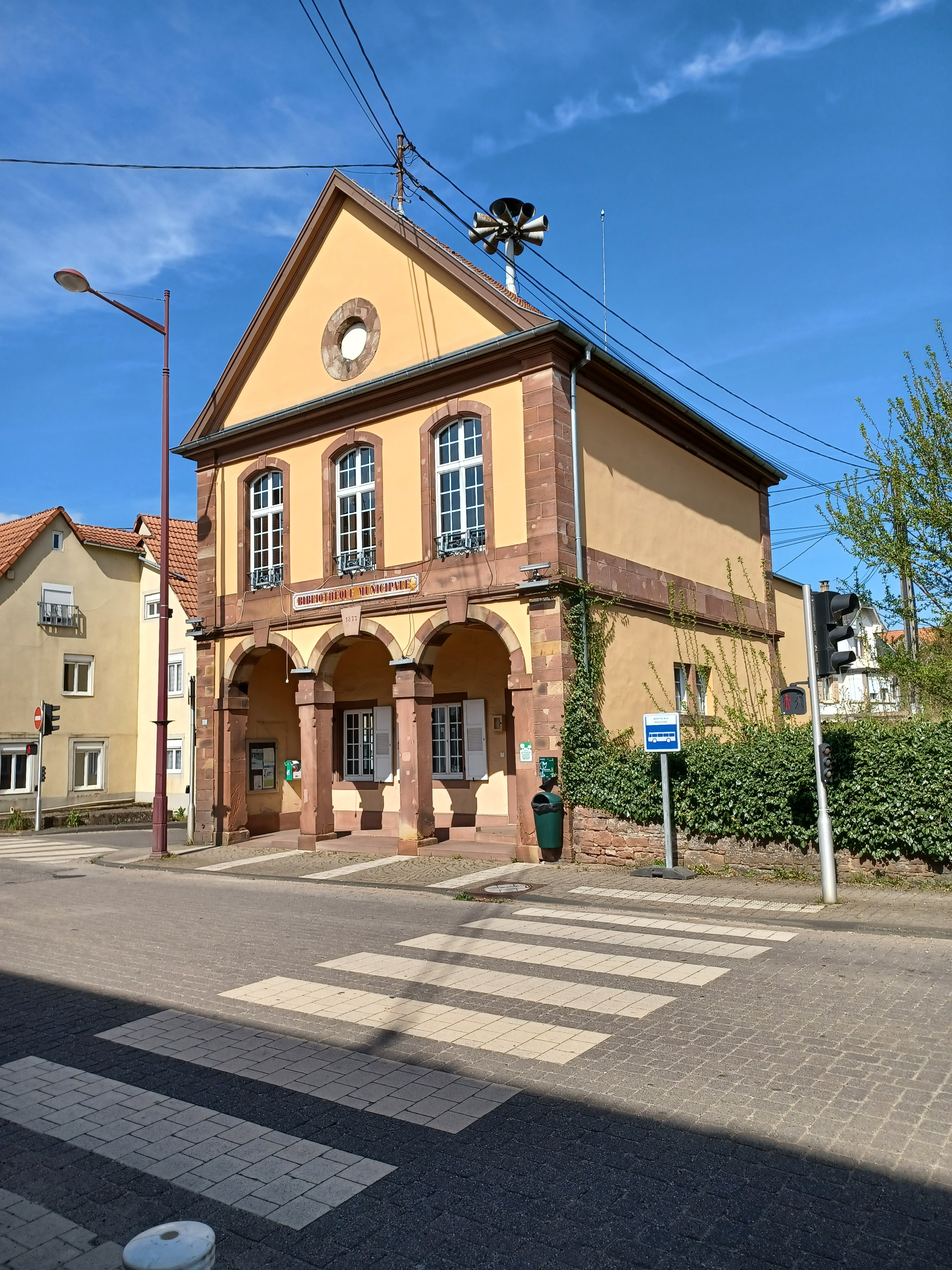
Bibliothèque municipale.

- La commune bénéficie d'un réseau associatif intervenant dans de nombreux domaines : Sport, loisirs, musique, jeunesse, divers, seniors[37].
- Jardins partagés de la Breitmatt  L'association Herbe Folle organise des bourses aux plantes et des visites de jardins "rencontres autour des roses anciennes" à Griesbach - Gundershoffen.
- Club vosgien, Parc naturel régional des Vosges du Nord, section Niederbronn-les-Bains et sa région.
- La Fête des Lumières[38].
- Fête des vergers en lien avec la "marche des Trois Villages" (Parcours balisé pour une marche permettant de rejoindre à pieds les deux communes associées Eberbach et Griesbach depuis Gundershoffen) (dans les hauts vergers de Gundershoffen)[39].
- Bibliothèque municipale[40].

## Économie

### Entreprises et commerces

#### Agriculture
- Culture et élevage.
- Jardinerie Thommen[41].
- Ferme Meyer. Volailles et foie gras, ovins[42].

#### Tourisme
- Distinction « Commune nature »[43] le 23 novembre 2021, par la Région Grand Est et l’Agence de l’eau Rhin-Meuse[44] avec 3 libellules.
- Label « Villes et villages fleuris » en 2021, avec 2 fleurs.
- Hôtels-restaurants[45],[46].
- Gîtes ruraux.
- Chambres-d'hôtes.

#### Commerces et services

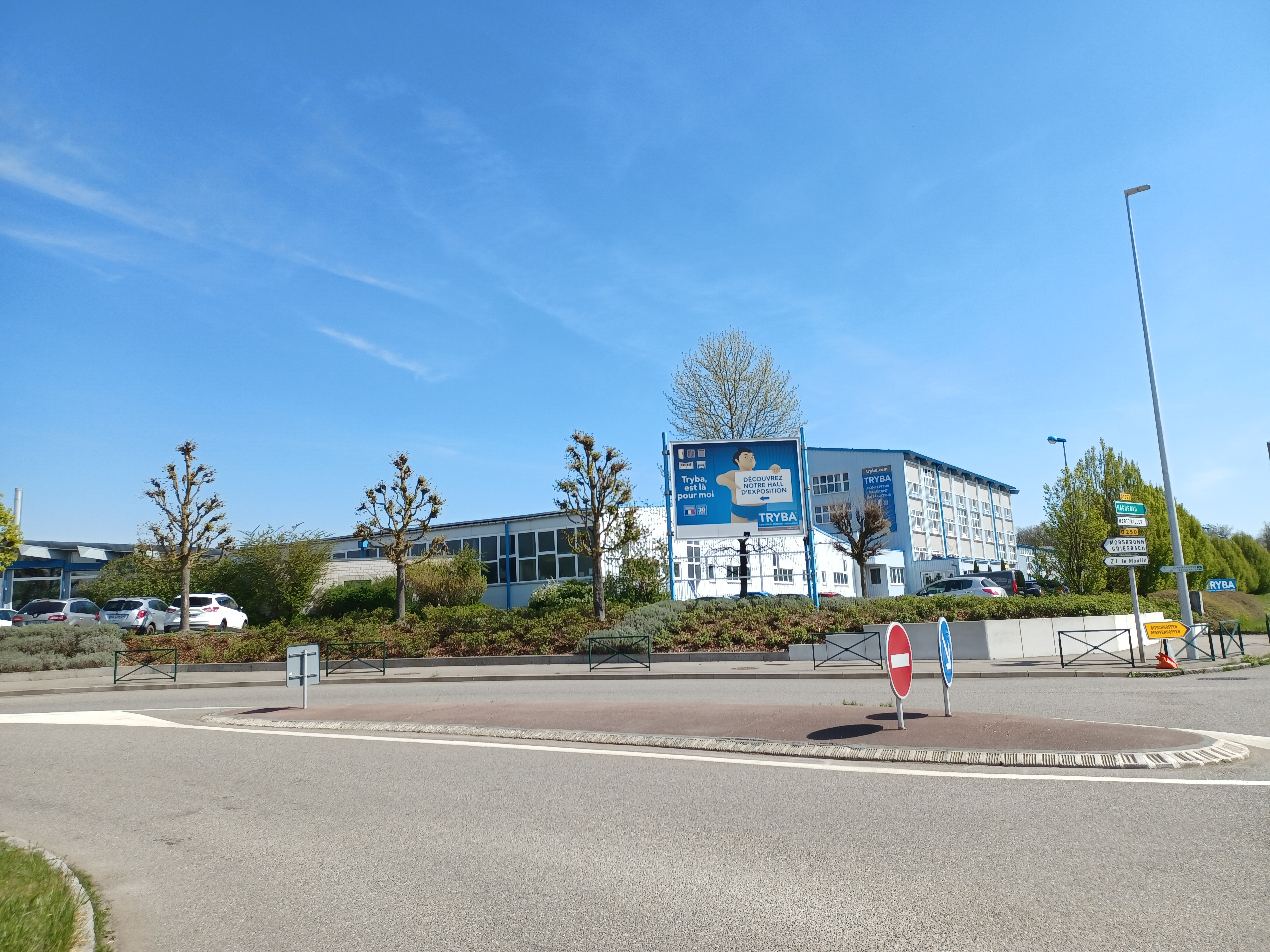
Tryba Industrie.

- Commerces et services de proximité[47].

Restaurants,
Ancien moulin (XVIIIe et XIXe siècles), actuellement restaurant et hôtel "Le Moulin".
- Banque Crédit Mutuel.
- La poste.
- Super U[49].
- Menuiseries Tryba[50].
- Ancienne usine de production de papier héliographique[51],[52].
- La fabrique Bretzel[53],[54].

## Culture locale et patrimoine

### Lieux et monuments

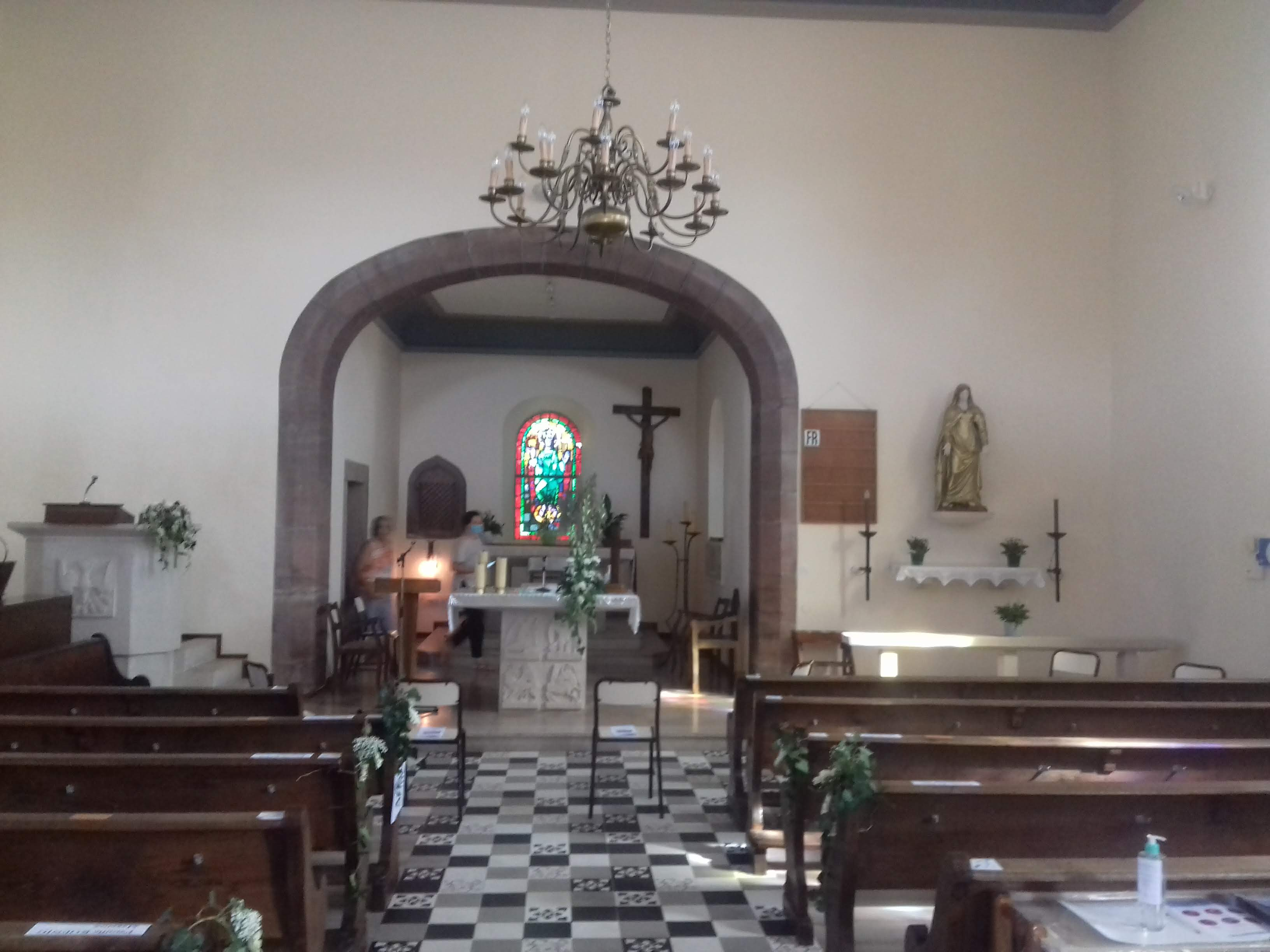
Intérieur église Saint-Vit
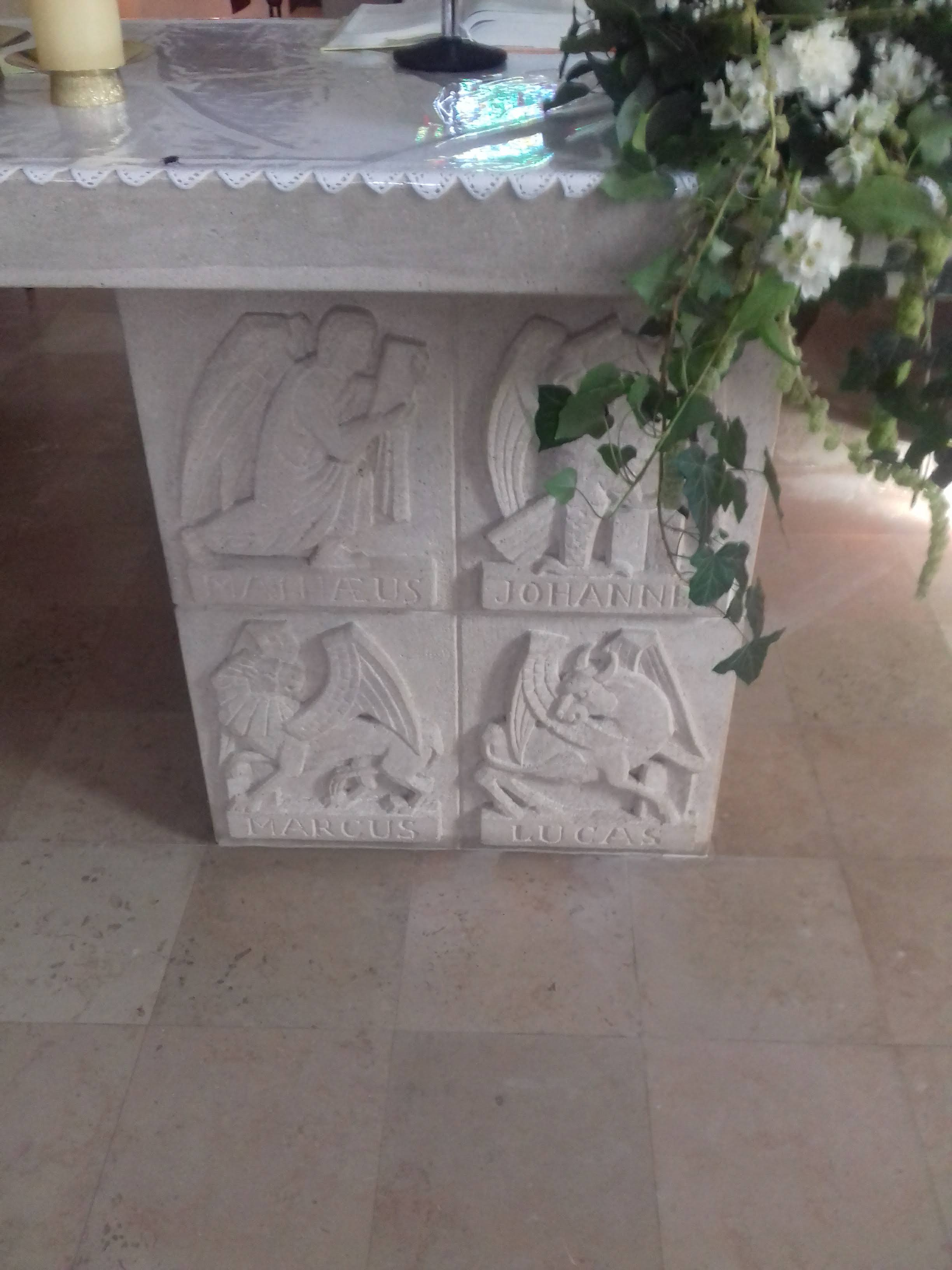
Détail autel
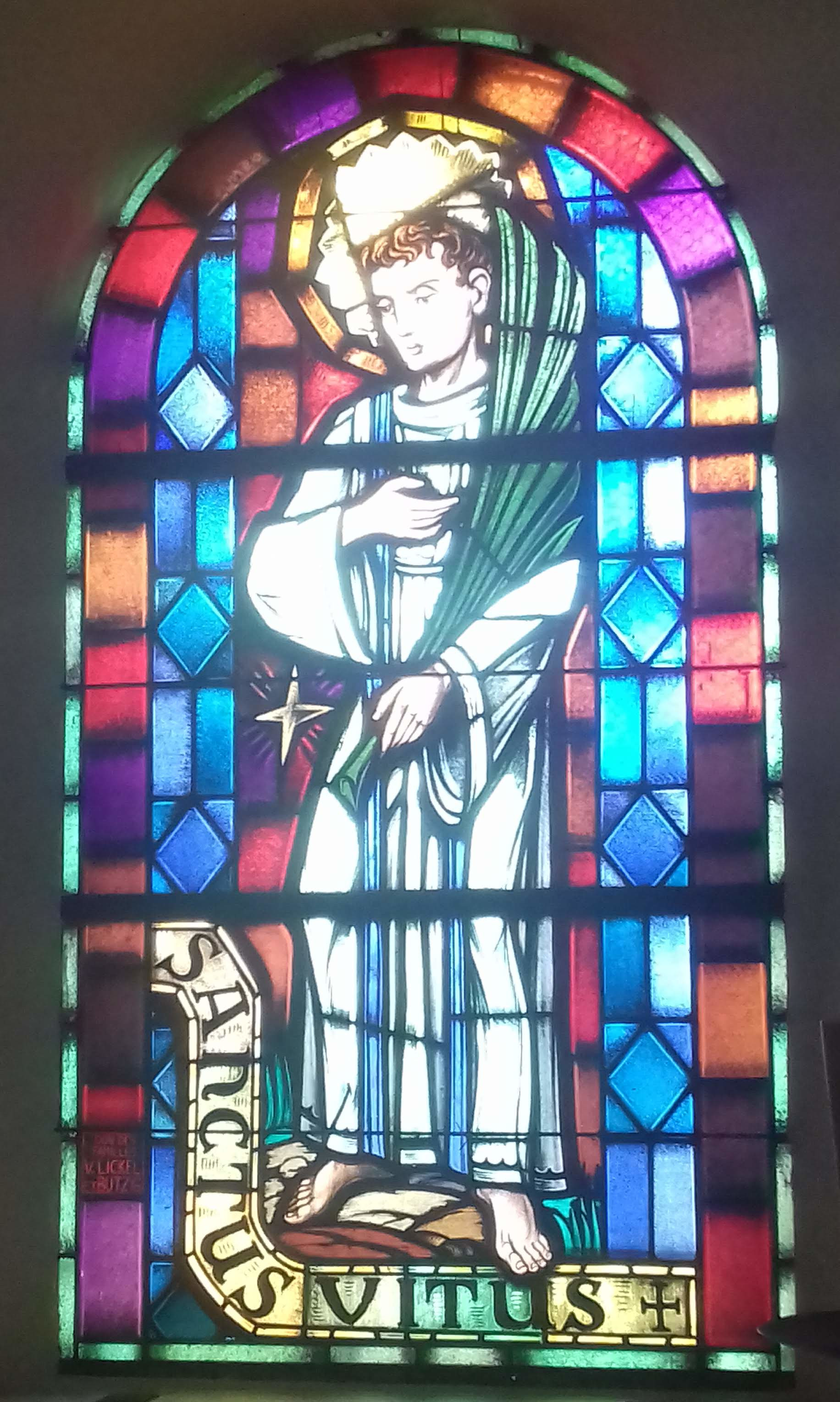
Vitrail
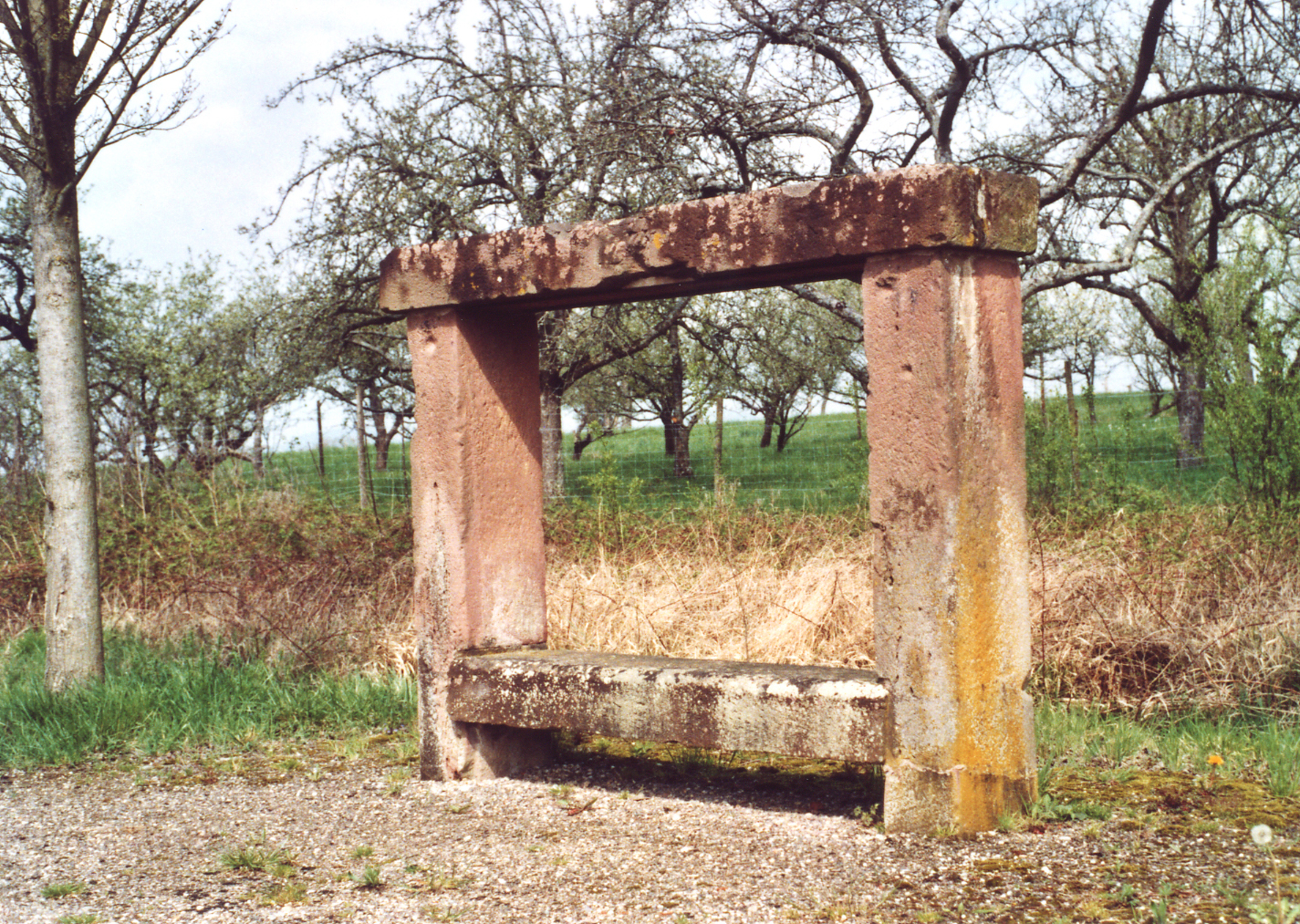
Banc-reposoir

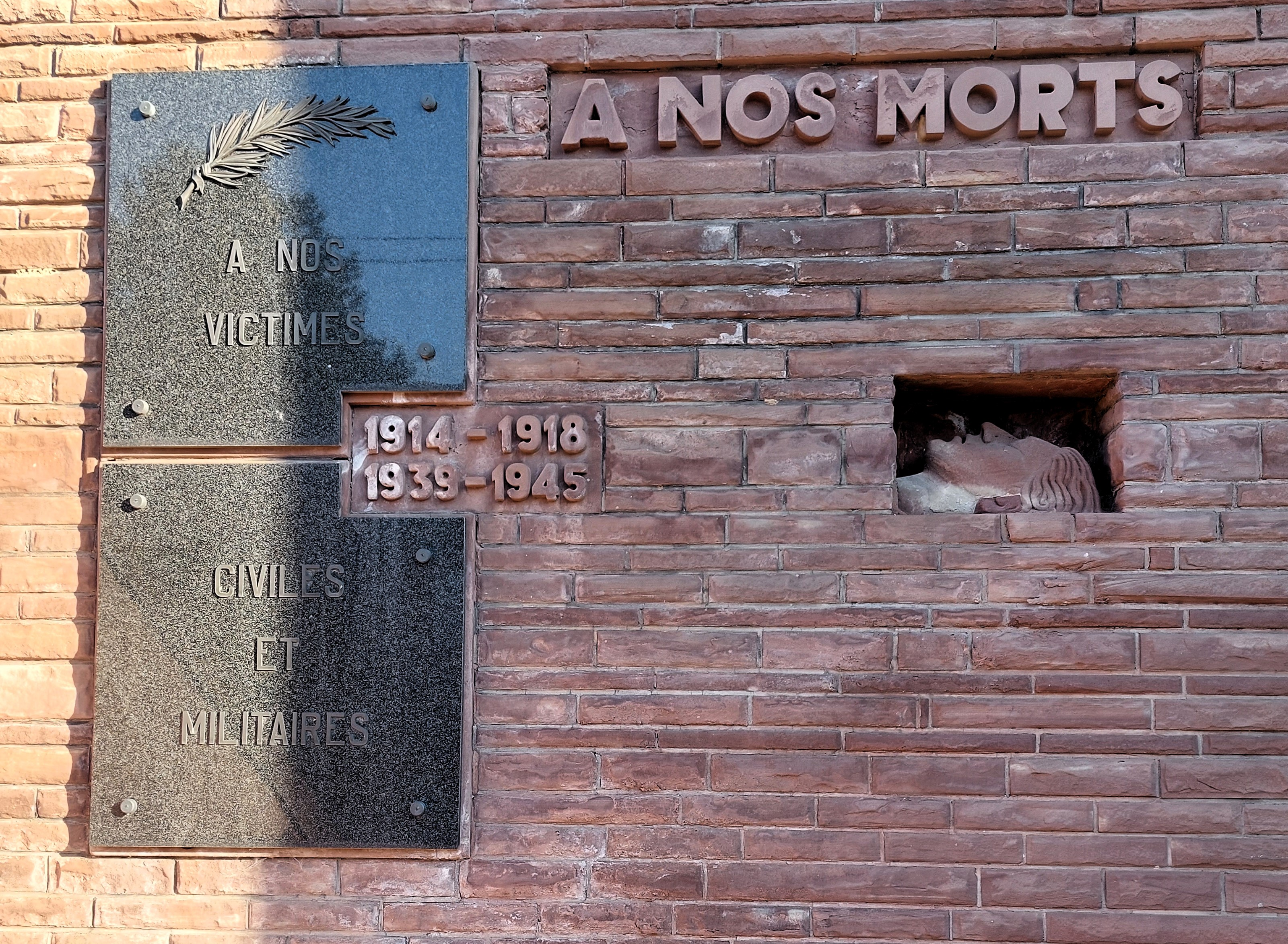
Monument aux morts des guerres à Griesbach.

- Église Saint-Vit de Griesbach[55], église simultanée

Griesbach est l'une des 50 localités d'Alsace dotées d'une église simultanée,
- Ancienne synagogue de Gundershoffen,
- Cimetière juif de Gundershoffen,
- Croix de cimetière de Gundershoffen-Griesbach,
- Monument aux morts[57] : Conflits commémorés : Guerres 1914-1918 et 1939-1945,
- Banc-reposoir Griesbach. Banc d'origine d'Eugénie de Montijo[58],[59], Impératrice du Second Empire en D 250 au nord-est de Griesbach.
- L'horloge solaire à 24 cadrans de Gundershoffen : Bloc gnomonique au hameau du Moulin de Griesbach, rue de Mietesheim[60],[61].
- Ancien moulin de Griesbach. Jardinerie Thommen, entreprise familiale alsacienne depuis 1757[62].

### Héraldique
|  | Les armes du village se blasonnent ainsi : « D'argent, à la marmite à trois pieds de gueules »,. |